# ロサンゼルス (映画)
『ロサンゼルス』（Death Wish II）は、1982年製作のアメリカ合衆国の映画作品。主演はチャールズ・ブロンソン、監督はマイケル・ウィナー。

## 概要
『狼よさらば』の続編で本作から『スーパー・マグナム』『バトルガンM‐16』『狼よさらば 地獄のリベンジャー』と続くDeath Wishシリーズ全五作の二作目にあたる。前作に続きマイケル・ウィナーが監督を務め、更にキャノン・フィルムズのメナヘム・ゴーランとヨーラム・グローバスが製作として初めて参加し、今後このシリーズには欠かせないスタッフとなった。音楽は元・レッド・ツェッペリンのジミー・ペイジが映画音楽を初めて手掛けた。

## ストーリー
設計士ポール・カージーは、ニューヨーク在住時、強盗によって妻を殺害され娘は凌辱され、犯罪者を自らの手で処刑する一人自警団となった過去を持つ男。数年後、ロサンゼルスに転居したカージーは、事件により精神を病んで婚家から出戻った娘キャロルを支えつつ、新たな恋人ジェリと穏やかな日々を過ごしていた。しかし、新天地でもカージー宅は強盗団に襲われ、父娘の留守を預かる家政婦ロザリオが凌辱の末に殺害される。続いて、知らずに帰宅したカージーも暴行を受けキャロルを拉致される。そして、キャロルは監禁先で凌辱を受けながらも逃げ出そうとした際に転落死してしまう。再び一人自警団となったカージーは強盗団への復讐を開始する。

## キャスト
| 役名                     | 俳優                           | 日本語吹替                                                                                | 日本語吹替                                                         |
| 役名                     | 俳優                           | 日本テレビ版                                                                              | テレビ朝日版                                                       |
| ------------------------ | ------------------------------ | ----------------------------------------------------------------------------------------- | ------------------------------------------------------------------ |
| ポール・カージー         | チャールズ・ブロンソン         | 大塚周夫                                                                                  | 大塚周夫                                                           |
| ジェリ・ニコルズ         | ジル・アイアランド             | 藤田淑子                                                                                  | 弥永和子                                                           |
| フランク・オチョア刑事   | ヴィンセント・ガーディニア     | あずさ欣平                                                                                | 富田耕生                                                           |
| ニューヨーク検事         | J・D・キャノン                 | 大木民夫                                                                                  | 北村弘一                                                           |
| ハーマン・ボールドウィン | アンソニー・フランシオサ       | 阪脩                                                                                      | 糸博                                                               |
| マンキウィッツ警部補     | ベン・フランク                 | 小林勝彦                                                                                  | 池田勝                                                             |
| エリオット・キャス       | マイケル・プリンス             | 内田稔                                                                                    | 中村正                                                             |
| フレッド・マッケンジー   | ロバート・F・ライオンズ        |                                                                                           | 牛山茂                                                             |
| ニール・A・レイク裁判官  | フランク・カンパネッラ         |                                                                                           | 藤本譲                                                             |
| 観光客                   | ジム・ベッグ                   |                                                                                           | 石森達幸                                                           |
| 観光客の妻               | メロディ・サンタンジェロ       |                                                                                           | 片岡富枝                                                           |
| ドナルド                 | チャールズ・サイファース       |                                                                                           | 小林清志                                                           |
| マイク                   | ドン・ダビンス                 |                                                                                           | 嶋俊介                                                             |
| ニルヴァーナ             | トーマス・F・ダフィ            | 若本規夫                                                                                  | 谷口節                                                             |
| ストンパー               | ケヴィン・メイジャー・ハワード | 千葉繁                                                                                    | 二又一成                                                           |
| ジャイヴァー             | スチュアート・K・ロビンソン    | 広瀬正志                                                                                  | 大塚明夫                                                           |
| カッター                 | ローレンス・フィッシュバーン   | 佐藤正治                                                                                  | 大友龍三郎                                                         |
| パンクカット             | E・ラモント・ジョンソン        | 田中亮一                                                                                  | 大塚芳忠                                                           |
| その他                   | N/A                            | 峰恵研 鳳芳野 平林尚三 加藤正之 西村知道 大久保正信 稲葉実 村松康雄 滝沢久美子 佐々木優子 | 長島亮子 原くみ子 井上文彦 鈴木勝美 田原アルノ 色川京子 井上喜久子 |
| 日本語版制作スタッフ     |                                |                                                                                           |                                                                    |
| 演出                     | 演出                           | 加藤敏                                                                                    | 水本完                                                             |
| 翻訳                     | 翻訳                           | 岩本令                                                                                    | 平田勝茂                                                           |
| 調整                     | 調整                           | 前田仁信                                                                                  |                                                                    |
| 選曲                     | 選曲                           | 東上別符精                                                                                |                                                                    |
| 効果                     | 効果                           |                                                                                           | 南部満治 大橋勝次 河合直                                           |
| 制作                     | 制作                           | 東北新社                                                                                  | ザック・プロモーション                                             |
| 初回放送                 | 初回放送                       | 1984年7月11日 『水曜ロードショー』                                                        | 1989年1月29日 『日曜洋画劇場』                                     |

※テレビ朝日版はDVDに放送時カットされた箇所を一部別キャストで追加収録したものが収録

## 日本語字幕
野中重雄